# 广东山龙眼
广东山龙眼（学名：Helicia kwangtungensis）为山龙眼科山龙眼属下的一个种。